# جبيب (سنحان)

تعديل مصدري - تعديل

جبيب هي إحدى قرى عزلة وادي جبيب بمديرية سنحان وبني بهلول التابعة لمحافظة صنعاء، بلغ تعداد سكانها 643 نسمة حسب تعداد اليمن لعام 2004.